# Crack the Skye
Crack the Skye är det amerikanska progressiv metal/sludge metal-bandet Mastodons fjärde studioalbum, utgivet 24 mars 2009 av skivbolaget Reprise Records.

## Låtlista
1. "Oblivion" – 5:46
2. "Divinations" – 3:40
3. "Quintessence" – 5:27
4. "The Czar" – 10:54
  - I. "Usurper"
  - II. "Escape"
  - III. "Martyr"
  - IV. "Spiral"
5. "Ghost of Karelia" – 5:25
6. "Crack the Skye" – 5:54
7. "The Last Baron" – 13:00

Alla låtar skrivna av Mastodon.

## Medverkande
Madtodon
- Brann Dailor – trummor, percussion, sång (på "Oblivion" och "Crack the Skye")
- Brent Hinds – sologitarr, sång, banjo
- Bill Kelliher – rytmgitarr
- Troy Sanders – basgitarr, sång

Bidragande musiker
- Scott Kelly – sång (spår 6)
- Rich Morris – keyboard, orgel

Produktion
- Brendan O'Brien – producent, ljudmix
- Billy Bowers, Nick DiDia, Doug Hill – ljudtekniker
- Tom Tapley, Darren Tablan – assisterande ljudtekniker
- Bob Ludwig – mastering
- Paul Romano – omslagskonst